# 69 Aquilae
Désignations
69 Aquilae (en abrégé 69 Aql) est une étoile géante de la constellation équatoriale de l'Aigle. Sa magnitude apparente est de 4,91 et elle est donc visible à l'œil nu. L'étoile présente une parallaxe annuelle de 16,23 ± 0,22 mas telle que mesurée par le satellite Gaia, ce qui indique qu'elle est distante de 201 ± 3 a.l. (∼ 61,6 pc) de la Terre. Elle se rapproche du système solaire à une vitesse radiale héliocentrique de −22,5 km/s.
69 Aquilae est une étoile géante rouge de type spectral K1/2 III. Elle appartient plus précisément au red clump, ce qui indique qu'elle génère son énergie par la fusion de l'hélium dans son noyau. L'étoile est âgée d'environ 3,4 milliards d'années. Sa masse est 1,54 fois supérieure à la masse solaire et son rayon est 11 fois plus grand que le rayon du Soleil. Elle émet 45,7 fois plus de lumière que le Soleil et sa température de surface est de 4 529 K.